# Sam Hill Memorial Bridge
Die Sam Hill Memorial Bridge, auch Biggs Rapids Bridge, ist eine zweispurige Straßenbrücke über den Columbia River zwischen Maryhill (Klickitat County) in Washington und Biggs Junction (Sherman County) in Oregon. Sie führt den U.S. Highway 97 und wird vom Washington State Department of Transportation betrieben. Das tägliche Verkehrsaufkommen liegt bei durchschnittlich 5100 Fahrzeugen. Benannt ist sie nach dem Rechtsanwalt und Geschäftsmann Samuel Hill  (1857–1931), der sich um die Jahrhundertwende für den Ausbau des Straßennetzes in Washington und Oregon einsetzte.
Die Brücke hat eine Länge von 782,4 m. Sie besitzt einen zentralen Stahl-Fachwerkträger, der als Strebenfachwerk mit Pfosten und untenliegender Fahrbahn ausgeführt ist. Dieses Segment bietet eine Lichte Weite von 91 m und eine Lichte Höhe von 23 m für den Schiffsverkehr. Die Zufahrten auf beiden Seiten des Fachwerkträgers sind Stahl-Balkenbrücken, die auf sieben Pfeilern auf der Oregonseite und fünf Pfeilern auf der Washingtonseite, sowie den jeweiligen Widerlagern ruhen. Die Fahrbahn hat eine Breite von 7,9 m.
Die Brücke wurde zwischen 1960 und 1962 von der Paul Jarvis Inc. aus Seattle gebaut, die Einweihung war am 1. November 1962. Zwischen 2007 und 2009 wurde die Betonfahrbahn inklusive des Bewehrungsstahls durch die Mowat Construction Company komplett erneuert, wozu die Brücke zeitweise komplett gesperrt war. Der neuen Fahrbahn wird eine Haltbarkeit von 70 Jahren zugesprochen.